# Río Piave
El río Piave es un río del norte de Italia que nace en los Alpes orientales y desemboca en el mar Adriático, al noreste de Venecia, junto al puerto de Cortellazzo.  Tiene una longitud de 220 km (que lo convierten en el 9.º río más largo de Italia y en el 5.º de los primarios) y drena una cuenca de 4126,8 km².

## Geografía
El río Piave nace en la vertiente meridional del monte Peralba, en el municipio de Sappada, en la provincia de Belluno, a 2037 metros sobre el nivel del mar.
Su desembocadura está en el Mar Adriático, al noreste de Venecia, junto al puerto de Cortellazzo.
El río está enteramente contenido entre los límites del Véneto. Atraviesa el Cadore y la Valbelluna en la provincia de Belluno y la llanura véneta en las provincias de Treviso y de  Venecia.
Pocos kilómetros después el río Piave aumenta notablemente su caudal debido al aporte de numerosos torrentes.
Sus principales afluentes son los siguientes ríos:
- río Ansiei
- río Boite , con una longitud de 42 km, que desagua cerca de  Perarolo di Cadore por la derecha;
- río Cordevole, con una longitud de 50 km, que desagua cerca de Mel por la derecha y tiene una cuenca de 66,77 km²;
- río Maè, con una longitud de 33,39 km, que desagua cerca de Longarone por la derecha;
- río Soligo, con una longitud de 24 km, que desagua cerca de Falzè por la izquierda;
- río Sonna;
- río Tesa.

La cuenca superior del Piave comprende también varios lagos alpinos, siendo los más importantes los siguientes:
- lago de Alleghe
- lago de Misurina
- lago de Santa Croce, sobre el Tesa (una derivación del Piave origina el lago más numeroso en cuencas artificiales).

## Hechos históricos

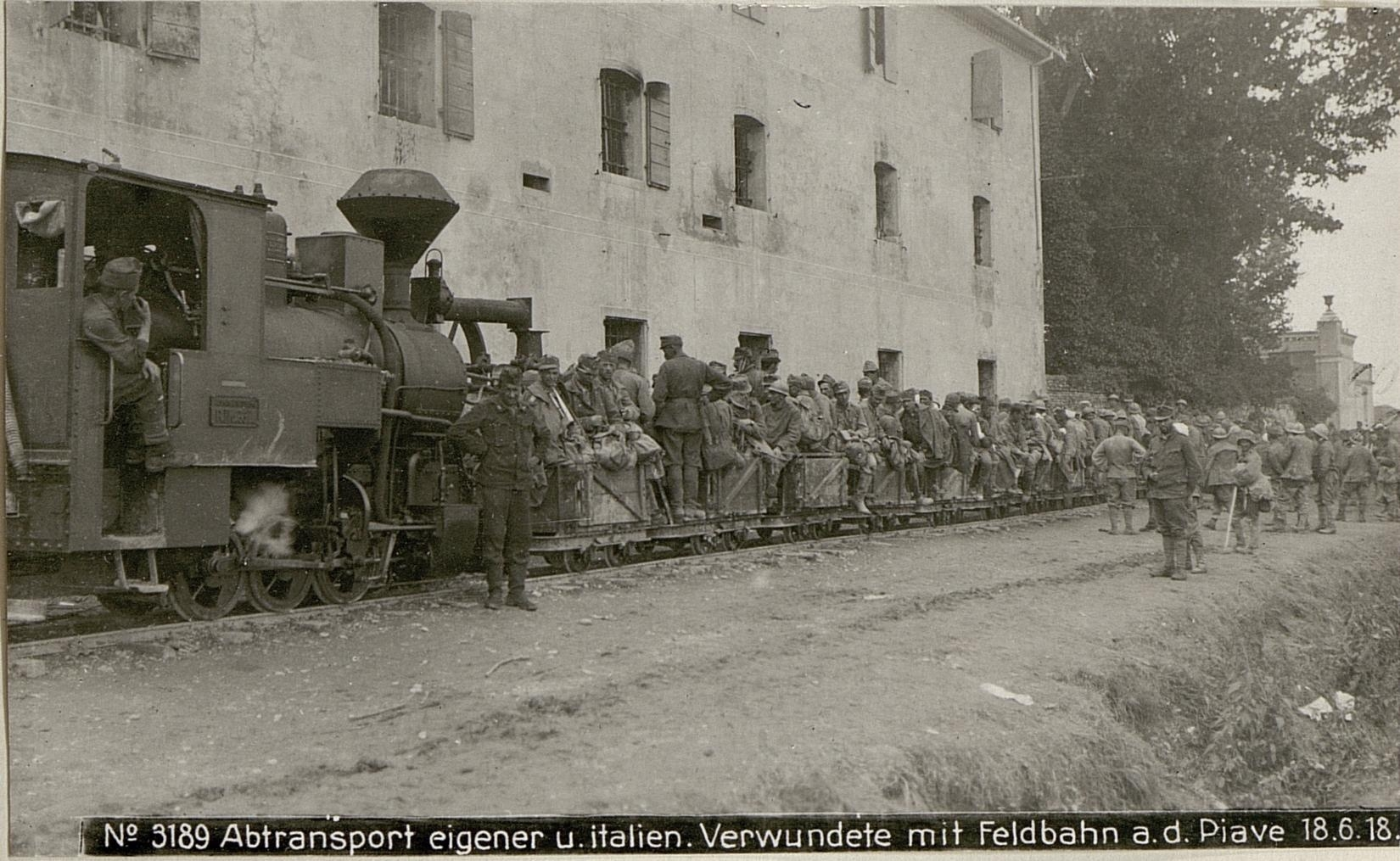
Italiano herido en el ferrocarril de campaña en el Río Piave, el 18 de agosto de 1918.

El río Piave está considerado como sacrosanto para la patria, en virtud de los hechos acaecidos en sus riberas durante la Primera Guerra Mundial.
La parte meridional del curso del Piave formó una línea estratégica importante en noviembre de 1917 como consecuencia  de la retirada tras la  batalla de Caporetto. Después de pasar a la  margen derecha, el resto del ejército italiano,  tras la destrucción de los puentes,  convirtió el río en la línea de defensa contra las tropas austriacas y alemanas que, no obstante tras varias tentativas, no renunciaron a vadear el río. La línea resistió hasta octubre de 1918 cuando después de la batalla de Vittorio Veneto, los adversarios fueron derrotados y firmaron un armisticio.

## Curiosidad
Probablemente la canción más famosa de la Primera Guerra Mundial fue la La leggenda del Piave de Giovanni Gaeta, publicada en 1918.